# Султан Мухаммад ибн Кейкубад
Султан Мухаммад ибн Кейкубад (перс. سلطان محمد‎) — член Касранидской ветви династии Ширваншахов, а также предком Дербендийской ветви семьи.

## Биография
Точные даты его рождения и смерти неизвестны. Он был сыном Кей Кубада, братом Кавуса ибн Кей Кубада и отцом Ибрагима I и Бахлула Ширванского.
Вероятно, он был назначен губернатором (вали) Дербента во время правления своего отца Кей Кубада I. Согласно рассказу Ахмада Хаффари Казвини, автора книги «Тарих-э джаханара», посвященной Тахмаспу I, во время правления его двоюродного брата Хушенга ибн Кавус (или его дяди Кавуса) он был опозорен и вынужден искать убежище и скрываться в районе Шеки со своими сыновья, оставшись умирать там.